# Doutrinas das Testemunhas de Jeová
As doutrinas das Testemunhas de Jeová são baseadas nos ensinamentos bíblicos de Charles Taze Russell - fundador do movimento estudantil da Bíblia - e os sucessivos presidentes da Sociedade Torre de Vigia, Joseph Franklin Rutherford, e Nathan Homer Knorr. Desde 1976, todas as decisões doutrinárias foram tomadas pelo Corpo Governante das Testemunhas de Jeová, um grupo de anciãos na sede do grupo em Warwick, Nova York. Estes ensinamentos são divulgados através da revista A Sentinela e outras publicações das Testemunhas de Jeová e nas convenções e reuniões congregacionais.
As Testemunhas de Jeová ensinam que a atual ordem mundial, que eles percebem como estando sob o controle de Satanás, será finalizada por uma intervenção direta de Jeová (Deus), que usará Jesus Cristo para estabelecer plenamente seu governo celestial sobre a terra, destruindo os seres humanos que Deus julgar serem maus e os governos controlados por Satanás, e criando uma sociedade limpa de verdadeiros adoradores que podem viver para sempre. Eles veem sua missão como principalmente evangélica (disseminando "boas novas"), para alertar o maior número possível de pessoas no tempo restante antes do Armagedon. Espera-se que todos os membros da denominação participem ativamente da pregação. As Testemunhas referem-se a todas as suas crenças coletivamente como "a verdade".

## Fonte das doutrinas
As Doutrinas das Testemunhas de Jeová são estabelecidas pelo Corpo Governante, que as Testemunhas de Jeová entendem como um canal para as revelações progressivas de Deus e para dirigir os cristãos em assuntos bíblicos. Até o final de 2012, o Corpo Governante descreveu-se como representante e "porta-voz" da "classe do escravo fiel e discreto" de Deus (um número limitado de "ungidos" Testemunhas de Jeová). O Corpo Governante não procura aconselhamento nem aprovação de nenhuma Testemunha de Jeová "ungida" que não sejam membros do alto escalão na sede do Brooklyn. Na Reunião Anual de 2012 da Sociedade Torre de Vigia, o "escravo fiel e discreto" foi definido como referindo-se apenas ao Corpo Governante.
As Testemunhas de Jeová são orientadas a acolher mudanças doutrinárias, considerando tais "ajustes" como "nova luz" ou "nova compreensão" de Deus. A visão é baseada em sua interpretação de Provérbios 4:18, que eles acreditam que se refira a um avanço progressivo contínuo no conhecimento doutrinário e entendimento bíblico para "justos", com o espírito santo ajudando "representantes responsáveis do 'escravo fiel e discreto' na sede mundial para discernir as verdades profundas que não foram previamente compreendidas". A literatura da Torre de Vigia sugere que tais esclarecimentos resultam da aplicação da razão e estudo, a orientação do espírito santo e a direção de Jesus Cristo e os anjos, entretanto, o Corpo Governante também nega infalibilidade e inspiração divina. Robert Crompton, autor de um livro sobre a escatologia da Torre de Vigia, observou que é difícil traçar o desenvolvimento de doutrinas porque as mudanças explícitas não são identificadas na literatura das Testemunhas de Jeová, deixando os leitores detalhes foram substituídos.
A liderança não permite que os membros critiquem ou contribuam para os ensinamentos oficiais e espera-se que todas as Testemunhas respeitem as doutrinas e os requisitos organizacionais, conforme determinado pelo Corpo Governante. As publicações da Sociedade Torre de Vigia desencorajam fortemente as Testemunhas de formularem doutrinas e "ideias privadas" alcançadas por meio de pesquisas bíblicas independentes. Membros que promovem ensinamentos desenvolvidos em particular contrários aos do Corpo Governante podem ser expulsos e evitados.

## Organização

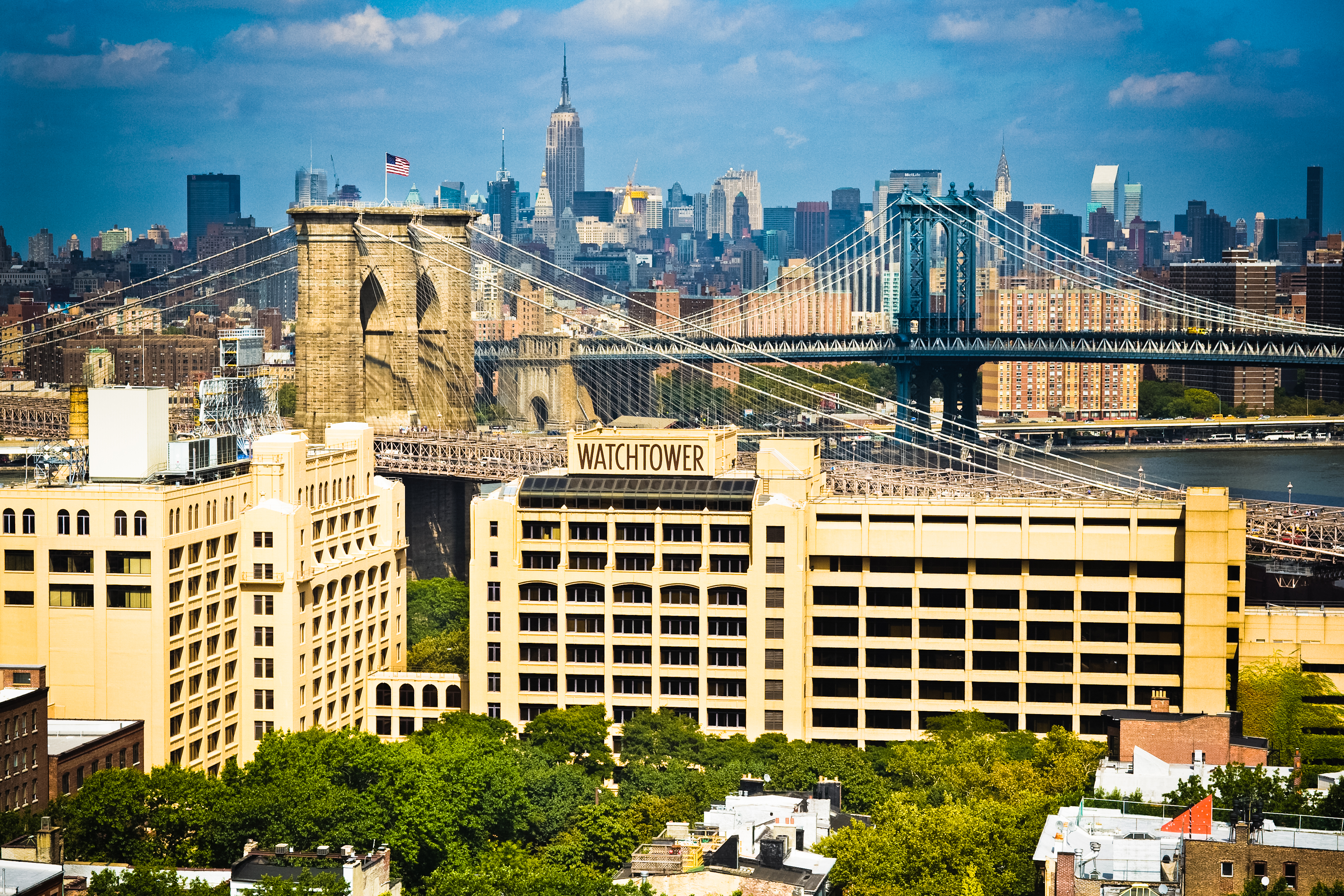
Quartel general da organização no Brooklyn, Nova York

As Testemunhas de Jeová acreditam que Deus usa uma organização tanto no céu como na terra, e que as Testemunhas de Jeová, sob a direção de seu Corpo Governante, são o único canal visível pelo qual Deus se comunica com a humanidade. Diz-se que a organização é teocrática, "governada por Deus de cima para baixo, e não pelo alto escalão". As Testemunhas ensinam que as pessoas devem escolher entre a organização de Deus e a de Satanás. As publicações da Torre de Vigia ensinam que a Bíblia é um "livro organizacional" que não pertence a indivíduos e que a Bíblia não pode ser entendida adequadamente sem a orientação da "organização visível de Jeová".
As Testemunhas que passam pelo batismo são obrigadas a confirmar publicamente que estão se associando "à organização dirigida pelo espírito de Deus", submetendo-se assim à sua direção e sistema judicial. As publicações da Sociedade Torre de Vigia conclamam as Testemunhas a demonstrar lealdade à organização sem discordar, mesmo à custa dos laços familiares. Diz-se que a lealdade à organização requer envolvimento total na pregação pública e frequência regular nas reuniões.
O desacordo com o conceito de organização da Sociedade Torre de Vigia figurou proeminentemente em eventos que levaram a um expurgo em 1980 de membros de alto nível na sede do grupo em Brooklyn. Um resumo de um comitê do Corpo Governante sobre "ensinamentos errados" promovidos como "novos entendimentos" incluía a sugestão de que Deus não tinha uma organização na Terra. O ex-membro do Corpo Governante Raymond Franz, que foi expulso como parte do expurgo, posteriormente criticou o conceito de organização da Torre de Vigia, reivindicando o conceito que postula que Deus não trata os indivíduos para além de uma organização e que não tem nenhum apoio bíblico e serve apenas para reforçar a estrutura de autoridade do grupo, com sua forte ênfase na autoridade humana. Ele também afirmou que A Sentinela repetidamente tem embaçado as discussões sobre a lealdade de Jesus Cristo a Deus e a lealdade dos apóstolos a Cristo para promover a visão de que as Testemunhas devem ser leais à Sociedade Torre de Vigia. O sociólogo Andrew Holden observou que as Testemunhas não veem distinção entre lealdade a Jeová e ao próprio movimento, e outros pesquisadores afirmaram que desafiar as visões daqueles que estão no topo da hierarquia é equivalente a desafiar o próprio Deus.

## Restauracionismo
As Testemunhas acreditam que após a morte dos apóstolos, a Igreja entrou em uma "Grande Apostasia", divergindo dos ensinamentos originais de Jesus em vários pontos importantes. Influenciado pelo restauracionismo no século XIX, Charles Taze Russell e seus associados formaram um grupo de estudos bíblicos na década de 1870 em Allegheny, Pensilvânia, desenvolvendo  ensinamentos que consideravam um renascimento das "grandes verdades ensinadas por Jesus e os Apóstolos". As publicações da Torre de Vigia afirmam que tanto a Grande Apostasia quanto a subsequente "restauração" de Russell do cristianismo original foram um cumprimento da parábola de Jesus sobre o trigo e o joio em Mateus 13: 24-30, 36-43. Apesar de muitos dos seus ensinamentos escatológicos terem mudado ao longo dos anos, as Testemunhas de Jeová sempre afirmaram ser a única religião verdadeira. Com base em sua interpretação de Apocalipse 18: 2-24, as Testemunhas de Jeová acreditam que todas as outras religiões são parte de "Babilônia, a Grande", um "império mundial da religião falsa" sob o controle de Satanás; consequentemente, eles recusam todas as relações ecumênicas com outras denominações religiosas.

## Bíblia

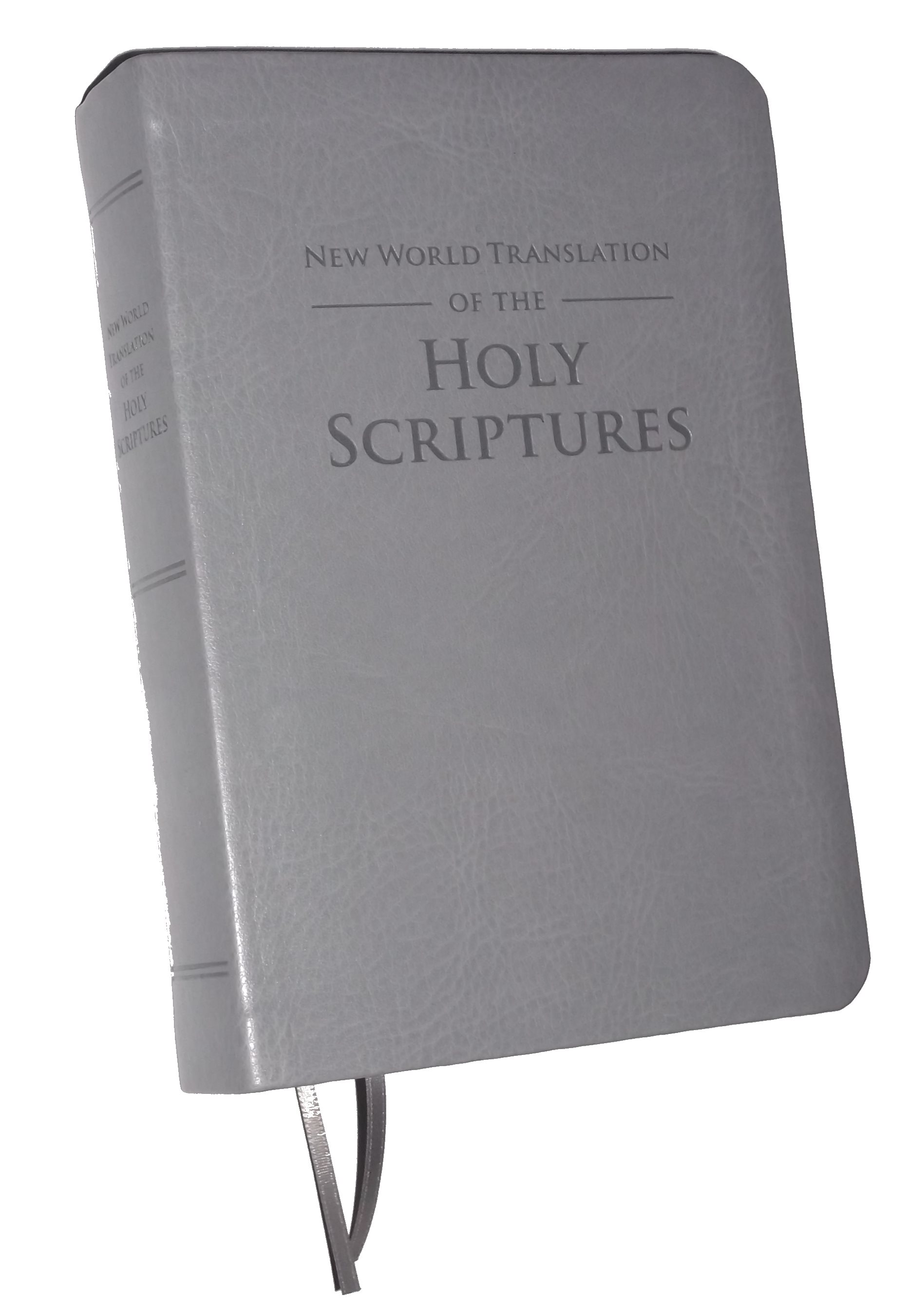
As testemunhas preferem usar a Tradução do Novo Mundo das Escrituras Sagradas

Todo o cânon protestante das escrituras é visto como a palavra inspirada e inerrante de Deus. As Testemunhas de Jeová consideram a Bíblia científica e historicamente precisa e confiável e interpretam grande parte dela literalmente, enquanto também a aceitam como contendo muito simbolismo. As Testemunhas de Jeová baseiam todas as suas crenças na Bíblia, conforme interpretadas pelo Corpo Governante.
Eles usam os termos hebraico e as Escrituras Gregas Cristãs, em vez do Antigo e do Novo Testamento, para evitar a implicação de que o Antigo Testamento é ultrapassado ou inferior. Eles acreditam que as Escrituras Hebraicas (Antigo Testamento) contêm profecias que foram cumpridas por Jesus Cristo, e que os livros das Escrituras Gregas Cristãs (Novo Testamento) são principalmente direcionados aos 144.000 escolhidos por Deus para a vida no céu. A Tradução do Novo Mundo das Escrituras Sagradas - a principal tradução usada pelas Testemunhas de Jeová - torna o nome de Deus como Jeová, em vez de Deus ou LORD como encontrado em traduções inglesas como a King James Version.

## Deus
As Testemunhas de Jeová acreditam que Deus é o Criador e o Ser Supremo. As testemunhas rejeitam a doutrina da Trindade, que consideram não bíblica. Eles veem Deus como o Pai, um espírito invisível "pessoa" separada do Filho, Jesus Cristo. O Espírito Santo é descrito como a "força ativa" de Deus, e não a terceira parte da Trindade. Eles acreditam que Deus, cujo nome pessoal é Jeová, é "infinito, mas acessível"; ele não é onipresente, mas tem uma localização no céu; é possível ter um relacionamento pessoal com ele como amigo; ele é gentil e misericordioso, e não iria eternamente "torturar" pessoas perversas. Sendo respeitoso com o princípio do livre arbítrio, ele não força sua soberania sobre as pessoas, escolhendo salvar apenas aqueles que querem servi-lo, mesmo que o curso da humanidade em geral possa levá-los a danos.
As Testemunhas ensinam que Deus deve ser distinguido por seu nome pessoal - Jeová. O nome é uma forma latim moderna e comum do Tetragrama hebraico, ou nome de quatro letras, transliterado como YHWH. O uso de seu nome pessoal é considerado vital para a adoração verdadeira, e as Testemunhas usualmente prefaciam o termo Deus com o nome Jeová. O título, LORD (grego: Kyrios), raramente é usado pelas Testemunhas quando se fala de Deus. Como nenhuma outra religião usa o nome Jeová com a mesma prevalência, eles acreditam que somente as Testemunhas de Jeová estão divulgando o nome de Deus.

## Jesus
As Testemunhas de Jeová acreditam que Jesus é o "Filho unigênito" de Deus e que sua vida começou no céu. Ele é descrito como a primeira criação de Deus e a "representação exata de Deus", mas acredita-se que seja uma entidade separada e não parte de uma Trindade. Dizem que Jesus foi usado por Deus na criação de todas as outras coisas. As Testemunhas de Jeová acreditam que o Arcanjo Miguel, "a Palavra" de João 1: 1 e a sabedoria personificada em Provérbios 8 referem-se a Jesus em sua existência pré-humana e que ele retomou essas identidades após sua ascensão ao céu morte e ressurreição. Eles também o identificam com o "cavaleiro do cavalo branco" em Apocalipse 6 e 19. Seu nascimento na terra foi realizado quando ele voluntariamente se permitiu ser transferido, por Deus, do céu para o ventre da virgem, Maria. Enquanto na terra, Jesus foi executado como um sacrifício para perdoar os pecados da humanidade, tornando-se o "pai eterno" para a família humana.
Eles acreditam que depois de sua morte, Jesus apareceu aos seus discípulos, convenceu-os de sua ressurreição e então subiu ao céu para se sentar à direita de Jeová até que ele se tornasse o rei prometido do reino celestial de Deus. Jesus age como o mediador de uma "nova aliança" mencionada em Jeremias 31:31, Lucas 22:20 e Hebreus 9:15; 12:24, mediando diretamente apenas para aqueles que vão para o céu (os 144 000). Aqueles com uma esperança terrena são considerados beneficiários dessa aliança. Mesmo como rei do reino de Deus, Jesus permanece subordinado a Deus. As testemunhas rejeitam a doutrina da virgindade perpétua de Maria, que eles acreditam ter tido mais filhos depois de Jesus.

## Cruz
A Sociedade Torre de Vigia usou o símbolo da Cruz e da Coroa em lápides e em suas publicações até 1931. Desde 1936, as Testemunhas de Jeová rejeitam a ideia de que Jesus morreu numa cruz e ensinam que ele morreu em uma estaca de madeira simples (crux simplex), afirmando que a palavra grega koiné σταυρος (stauros) se refere a um único poste vertical. Eles consideram a cruz como sendo de origem pagã e um objeto de adoração de ídolos.

## Satanás
As Testemunhas de Jeová acreditam que Satanás era originalmente um anjo perfeito que desenvolveu sentimentos de glorificação e ansiava pela adoração que pertencia a Deus. Satanás persuadiu Adão e Eva a obedecer-lhe em vez de a Deus, levantando a questão, muitas vezes referida como uma "controvérsia", se as pessoas, tendo recebido livre arbítrio, obedeceriam a Deus sob tentação e perseguição. Diz-se que o dilema é se Deus pode reivindicar legitimamente ser soberano do universo. Em vez de destruir Satanás, Deus decidiu testar a lealdade do resto da humanidade e provar ao resto da criação que Satanás era um mentiroso. As Testemunhas de Jeová acreditam que Satanás é o principal adversário de Deus e, consequentemente, o governante invisível do mundo. Eles acreditam que os demônios eram originalmente anjos que se rebelaram contra Deus e ficaram do lado de Satanás na controvérsia.
Ao contrário de outras correntes do Cristianismo, as Testemunhas de Jeová são céticas em relação à crença e à visão de mundo de que Satanás vive no inferno e que, consequentemente, Satanás tem a responsabilidade de punir os ímpios. De acordo com sua interpretação da Bíblia e hipóteses desenvolvidas nas publicações das Testemunhas de Jeová do início do século XX, diz-se que Satanás e seus demônios foram expulsos do céu para a terra em 1914, marcando o início dos “últimos dias” As Testemunhas acreditam -através de interpretações da Bíblia, hipóteses e teorias conspiratórias que aparecem em suas publicações- que Satanás e seus demônios -incluindo personagens da cosmovisão bíblica como o "anticristo", "o Rei do Norte" e o "Rei do Sul" - influenciam fortemente indivíduos, organizações e nações, e são a causa do sofrimento humano. De acordo com a sua cosmovisão, no Armagedom, Satanás será mantido prisioneiro durante 1.000 anos e depois terá uma breve oportunidade de enganar a humanidade perfeita antes de ser finalmente destruído.
Escritores como James Beckford e os ex-membros James Penton e Barbara Grizzuti Harrison afirmaram que as Testemunhas de Jeová, por causa de sua forte cultura de controle social e censura, têm "medo de demônios", o que nas palavras de Penton ele conclui ser "às vezes tão extremo que se tornam bastante supersticioso". Penton também observa que evitar "práticas demoníacas" libertou muitas pessoas na África e na América Latina do medo dos espíritos. As publicações das Testemunhas de Jeová afirmam que aqueles que acreditam nos seus ensinamentos não precisam temer ou o medo supersticioso dos demônios, porque o seu poder sobre os humanos é limitado.

## O Reino Messiânico de Deus
As publicações das Testemunhas de Jeová ensinam que o reino de Deus é um governo literal no céu, estabelecido em 1914, governado por Jesus Cristo e 144 000 humanos ungidos. O reino é visto como o meio pelo qual Deus realizará seu propósito original para a terra, trazendo um mundo livre de crime, doença, morte e pobreza, e finalmente transformando a terra em um paraíso. O reino é dito ter sido o foco do ministério de Jesus.

## Morte
As Testemunhas consideram a alma como mortal, baseada na declaração em Ezequiel 18:4 de que "a alma que pecar, essa morrerá" e assim acreditará que a alma não continua a viver depois que alguém morre. A morte é considerada um estado de não-existência, baseado em sua compreensão de Eclesiastes 9:5: "Pois os vivos são conscientes de que vão morrer; mas, quanto aos mortos, eles não estão cônscios de absolutamente nada". As Testemunhas acreditam que a única esperança de vida após a morte está na ressurreição, o que, segundo eles, envolve a recriação por Deus do mesmo indivíduo com um novo corpo. Eles acreditam que 144 000 pessoas serão ressuscitadas para a vida como criaturas espirituais no céu para serem governantes sacerdotais sob Cristo, mas a grande maioria, para a vida física na terra.
As publicações da Torre de Vigia ensinam que o inferno (hades ou sheol) não é um lugar de tormento de fogo, mas sim o "túmulo comum da humanidade", um lugar de não-existência inconsciente. Gehenna, a palavra da Bíblia comumente traduzida como "fogo do inferno", é dito para descrever um julgamento de completa destruição, a partir do qual a ressurreição não é possível. Eles raciocinam que a destruição completa não permite literal "tortura" dos ímpios, pois a pessoa morta não é consciente. Com base nisso, eles acreditam que parábolas como a do "rico e Lázaro" não devem ser interpretadas literalmente, e que tais referências estão falando de morte simbólica, não a morte física de indivíduos reais.
As Testemunhas ensinam que anjos maus (demônios) às vezes fingem ser espíritos dos mortos, e que sua decepção é a base para muitas crenças sobre fantasmas.

## Salvação
As Testemunhas de Jeová acreditam que a fé no sacrifício de resgate de Jesus é essencial para a salvação. Eles rejeitam o conceito de salvação universal e o conceito de predestinação. Eles acreditam que todas as criaturas inteligentes são dotadas de livre arbítrio e que a salvação depende da "benignidade imerecida" de Deus, mas também requer fé em Deus e no "sacrifício de resgate" de Jesus Cristo, demonstrado pela atividade de pregação "zelosa". De acordo com a teologia da Sociedade Torre de Vigia, a salvação requer a mediação de Cristo como parte do propósito de Deus de conceder aos seres humanos a vida eterna, seja no céu (para os 144 000 cristãos "ungidos" ou "pequeno rebanho") ou na terra (para as "outras ovelhas", o restante da humanidade fiel). Para as Testemunhas ungidas, a salvação é dita ser alcançada através da sua morte e subsequente ressurreição para a vida celestial para compartilhar com Cristo como um co-regente do reino de Deus; para outros, é obtido pela preservação através da Grande Tribulação e da batalha do Armagedom. As publicações da Sociedade Torre de Vigia afirmam que a salvação no Armagedom também depende do batismo, do conhecimento exato da verdade bíblica, da adesão aos "padrões de conduta e moralidade" de Deus, uso do nome divino "Jeová" no culto, ser membro da "organização" de Deus, e apoio ativo aos cristãos ungidos.

### 144.000 ungidos
Com base em uma interpretação literal de versículos como Apocalipse 14: 1–4, as Testemunhas de Jeová acreditam que exatamente 144 000 fiéis cristãos vão para o céu como criaturas espirituais para governar com Cristo no reino de Deus. Elas acreditam que a maioria deles já está no céu, e que o "remanescente" em Apocalipse 12:17 (KJV) refere-se àqueles que permanecem vivos na terra e que serão imediatamente ressuscitados para o céu quando morrerem. As Testemunhas entendem as palavras de Jesus em João 3: 3— "a menos que um homem nasça de novo, ele não pode ver o reino de Deus" - para aplicar aos 144.000 que são "nascidos de novo" como filhos "ungidos" de Deus no céu. Eles associam os termos "Israel de Deus" (Gálatas 6:16), "pequeno rebanho" (Lucas 12:32), e "a noiva, a esposa do Cordeiro " (Apocalipse 21: 9) no Novo Testamento com o "ungido".
Os membros que se dizem ungidos não recebem tratamento especial de outros membros da congregação. As Testemunhas de Jeová acreditam que ser "ungido" envolve uma revelação pessoal do espírito de Deus que "dá segurança positiva de adoção" somente ao indivíduo. Somente aqueles que reivindicam ser ungidos participam do pão sem fermento e do vinho na comemoração anual da morte de Cristo. De acordo com A Sentinela, "o Corpo Governante não mantém uma lista de todos os participantes, pois não mantém uma rede global de ungidos".

### Outras ovelhas
A literatura da Sociedade Torre de Vigia afirma que o uso por Jesus do termo "outras ovelhas" em João 10:16 indica uma classe separada com uma esperança terrena. Aqueles pertencentes às "outras ovelhas" que morrem fiéis a Deus receberão a "ressurreição dos justos" mencionada em Atos 24:15. Aqueles que morrem sem servir fielmente a Deus receberão a "ressurreição dos ... injustos". Eles terão a oportunidade de se juntar às "outras ovelhas" de Jesus e viver para sempre em uma terra paradisíaca. Aqueles destruídos no Armagedom e outros juízos específicos de Deus não são ressuscitados. Aqueles das "outras ovelhas" que sobrevivem ao Armagedom sem precisar de uma ressurreição, são referidas como a "grande multidão".

## Escatologia
As publicações da Sociedade Torre de Vigia ensinam que Jesus Cristo começou a governar no céu como rei em outubro de 1914. Elas afirmam que a palavra grega parousia é processada com mais precisão a presença, percebido apenas por um "sinal". Como tal, a Segunda Vinda é considerada uma presença invisível, durando por um longo período de tempo, e terminando com a "vinda" de Jesus para separar as Ovelhas e os Bodes. Eles acreditam que quando Jesus se tornou rei, Satanás foi expulso do céu para a terra, trazendo um período de "desgraça" para a humanidade.
As Testemunhas baseiam suas crenças sobre o significado de 1914 na interpretação da cronologia bíblica da Sociedade Torre de Vigia, com base em sua crença de que a destruição de Jerusalém e o início do cativeiro babilônico ocorreram em 607 AEC. (A data secularmente aceita para a queda de Jerusalém é de um ano de 587 AEC; exilados foram levados em vários anos, com a maioria dos judeus exilados para a Babilônia após o cerco de Jerusalém de 597 aC.) Eles acreditam que Daniel capítulo 4 profetizou um período de 2520 anos começando com 607 AEC e terminando em 1914 EC. Eles igualam este período com o "tempo dos gentios" ou "os tempos designados das nações", uma frase tirada de Lucas 21:24. Eles acreditam que quando os babilônios conquistaram Jerusalém, a linhagem de reis descendentes de Davi foi interrompida, e que o trono de Deus foi "pisado" desde então até que Jesus começou a governar em outubro de 1914. As Testemunhas acreditam que sua doutrina é confirmada por eventos mundiais desde 1914, incluindo guerras, fome, terremotos e aumento da ilegalidade, que eles veem como o cumprimento do "sinal" da presença de Cristo. Eles acreditam que a sua pregação é também parte desse sinal, citando Mateus 24:14. As Testemunhas ensinam que, em 1918, Jesus ressuscitou aqueles dos 144 000 (os "ungidos") que já haviam morrido para a vida celestial; desde 1918, qualquer "ungido" é ressuscitado individualmente para a vida celestial no momento de sua morte, para servir como reis ao lado de Cristo em seu governo celestial.
A atual era mundial, ou "sistema de coisas", é considerada como estando em seus "últimos dias", enfrentando destruição iminente através da intervenção de Deus e de Jesus Cristo, levando a libertação para aqueles que adoram a Deus. Esse julgamento começará com a destruição pelas Nações Unidas da religião falsa, que eles identificam como "Babilônia, a Grande", ou a "prostituta", de Apocalipse 17. Isso marcará o início da grande tribulação. Satanás subsequentemente atacará as Testemunhas de Jeová, uma ação que levará Deus a iniciar a guerra do Armagedom, durante a qual todas as formas de governo e todas as pessoas não contadas como "ovelhas" de Cristo, ou verdadeiros seguidores, serão destruídas. As publicações da Sociedade não fazem nenhuma afirmação explícita sobre se as crianças pequenas ou os doentes mentais sobreviverão, mas dizem que o julgamento de Deus será "justo e misericordioso". Depois do Armagedom, Satanás será lançado em um abismo e incapaz de influenciar a humanidade, então Deus estenderá seu reino celestial para incluir a terra, que será transformada em um paraíso similar ao Jardim do Éden.
A maioria daqueles que morreram antes da intervenção de Deus serão gradualmente ressuscitados para um "dia de julgamento" que durará os mil anos mencionados em Apocalipse 20. Esse julgamento será baseado em suas ações após a ressurreição, em vez de ações passadas. No final dos mil anos, Cristo entregará toda autoridade de volta a Deus. Então Satanás será libertado para uma última oportunidade para enganar a humanidade perfeita; Satanás, seus demônios e qualquer um que falhar no teste serão destruídos, deixando uma raça humana completamente testada e perfeita que viverá para sempre.

## Visão crítica
As publicações da Sociedade Torre de Vigia afirmam que os membros do grupo não são obrigados a permanecer como parte da congregação. No entanto, as doutrinas das Testemunhas de Jeová não fornecem nenhum método para os membros batizados saírem em bons termos. Aqueles que escolhem partir e anunciar sua decisão de terminar seu desligamento são considerados como abandonando a organização e proteção de Deus e entrando voluntariamente no mundo de Satanás, tornando-se parte do anticristo. As publicações da Torre de Vigia definem essas pessoas como sendo "mais repreensíveis do que as do mundo" e dizem que devem ser evitadas por outras Testemunhas, incluindo parentes próximos, sem contato social ou religioso e sem serem cumprimentadas. O sociólogo Andrew Holden afirma que sua pesquisa indicou que muitas Testemunhas que de outra forma desertariam por causa da desilusão com a organização e seus ensinamentos permanecem afiliados por medo de serem ostracizados e perder o contato com amigos e familiares.

## Apostasia
As publicações da Sociedade Torre de Vigia definem a apostasia como o abandono da adoração e serviço de Deus pelos membros da congregação cristã, e a igualam à rebelião contra Deus. Diz-se que o comportamento apóstata inclui a rejeição de ensinamentos ou requisitos bíblicos, a rejeição da organização de Jeová, a associação ou apoio a outro grupo religioso e a celebração de feriados religiosos. É motivo para expulsão do grupo e subsequente evasão.
 A promoção de visões doutrinárias pessoais que se desviam dos ensinamentos oficiais também é considerada como apostasia. As "marcas de identificação" dos apóstatas incluem tentativas de ganhar seguidores, desconsideração pela atividade de pregação das Testemunhas, rejeição da organização visível de Deus,críticas públicas a outras Testemunhas e tentativas de impedir seu trabalho. Diz-se que outro comportamento de identificação inclui o desvio da verdade, a fala distorcida e vazia, a hipocrisia e o envolvimento em formas mais profundas de impiedade. A literatura da Sociedade Torre de Vigia diz que os apóstatas são motivados por amargura mordaz e que seus escritos são venenosos, distorcidos e falsos, exibem as características de "astúcia, erro inventado, inteligência orgulhosa, falta de amor e desonestidade" e são projetados para minar a fé das Testemunhas de Jeová. Os apóstatas são descritos como orgulhosos, independentes, ingratos e presunçosos, mentalmente doentes, exibindo inveja, ataques de raiva e outras condutas anticristãs e são frequentemente vítimas de ataques de embriaguez, conduta frouxa e fornicação.
Diz-se que os apóstatas se tornaram parte do anticristo e são considerados mais repreensíveis do que os que não são Testemunhas de Jeová. Eles são descritos como "anti-Deus" e condenados à destruição. Dizem que as testemunhas devem odiar no "sentido bíblico da palavra" aqueles que são definidos como apóstatas e não demonstrar curiosidade sobre suas ideias, e que "todo propósito dos apóstatas é derrubar o povo de Deus" e distorcer a verdade". Os apóstatas devem ser evitados e as Testemunhas de Jeová são advertidas de que aqueles que cumprimentam um se tornam "um participante de suas obras iníquas".

## Educação

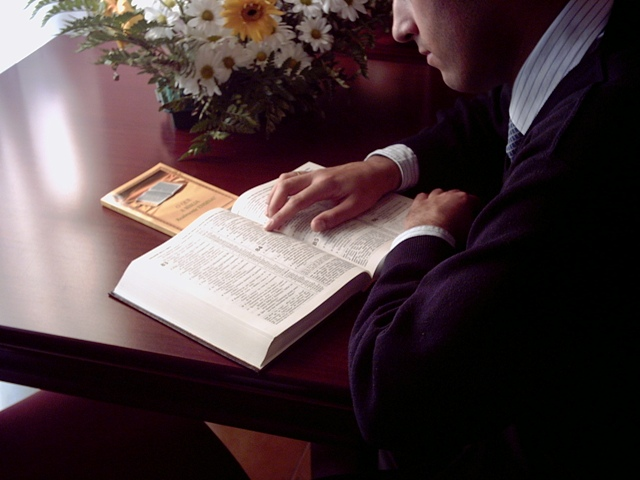
Todos os estudos biblícos são conduzidos com base nas publicações da Sociedade Torre de Vigia

As Testemunhas de Jeová são incentivadas a fazer da obra de pregação a principal prioridade em sua vida. A educação superior é desencorajada, com base em sua crença de que é inútil planejar um avanço secular em um mundo que supostamente enfrenta destruição iminente, assim como temores de sucumbir ao "pensamento mundano" e preocupações de que a educação avançada possa levar a falta de humildade ou envolvimento na imoralidade. Como as atividades evangelísticas têm prioridade sobre o sucesso educacional, as jovens Testemunhas de Jeová raramente progridem para a faculdade ou universidade, que Holden descreve como uma fonte de arrependimento nos anos subsequentes entre aqueles que são criados na organização e depois escolhem sair. As publicações da Sociedade Torre de Vigia aconselham os pais a recomendar alternativas à educação universitária para seus filhos, sugerindo graus de associado de faculdades comunitárias ou técnicas ou cursos de curta duração em assuntos como administração de escritórios, reparação automotiva, computação ou cabeleireiro. Eles exortam as jovens Testemunhas de Jeová a buscarem o ensino superior apenas para adquirirem habilidades para obter uma vida razoável, enquanto mantêm a flexibilidade para buscar sua "verdadeira" vocação, servindo a Deus. O principal estudo do autor James Penton sobre as Testemunhas de Jeová, Apocalypse Delayed, observou que das Testemunhas de Jeová que progridem para a universidade, poucas são capazes de fazer estudos em áreas como humanidades e ciências sociais, "disciplinas que ameaçam a visão de mundo das Testemunhas".
As Testemunhas de Jeová oferecem programas de treinamento religioso para seus membros, concentrando-se em melhorar as habilidades de seu ministério. Estas incluem aulas de alfabetização, Escola de Serviço Pioneiro, Escola para Evangelizadores do Reino e Escola de Gileade. Alguns desses programas são apenas por convite. Holden observou: "Apesar do fato de que as Testemunhas afirmam raciocinar com base nas escrituras, sua teologia é ensinada de uma maneira altamente mecanicista, e as publicações escritas encorajam os membros a aprender quase tudo de forma decorada."

### Sites oficiais das Testemunhas de Jeová
- (em português) - Site oficial das Testemunhas de Jeová
- Quais são as crenças principais das Testemunhas de Jeová?
- Perguntas Frequentes sobre as Testemunhas de Jeová
- (em francês) - Site oficial das Testemunhas de Jeová da França

### Outras ligações de interesse
- (em português) - Triângulos Roxos - As vítimas esquecidas do Nazismo
- (em inglês) - Museu do Holocausto em Washington - Seção reservada às Testemunhas de Jeová